# Polystichum pseudosetosum
Polystichum pseudosetosum är en träjonväxtart som beskrevs av Ren-Chang Ching och Z.Y.Liu. Polystichum pseudosetosum ingår i släktet Polystichum och familjen Dryopteridaceae. Inga underarter finns listade.